# گکوی مرمری
گکوی مرمری (نام علمی: Oedodera marmorata) نام یک گونه از تیره دوگانه‌انگشتان است.